# فرع قفوي للشريان الأذني الخلفي
شريان الفرع القفوي للشريان الأذني الخلفي أو الفرع القذالي للشريان الأذني الخلفي هو شريان متفرع من الشريان الأذني الخلفي  يمر من الخلف ، فوق  العضلة القصية الترقوية الحلمية  إلى  فروة الرأس فوق وخلف الأذن. وويقوم بتغذية العضلة القذالية وفروة الرأس، ويتفاغر مع الشريان القذالي.

## References
هذه المقالة تعتمد على مواد ومعلومات ذات ملكية عامة، من الصفحة رقم 557  الطبعة العشرين لكتاب تشريح جرايز لعام 1918.

1. ↑  نموذج تأسيسي في التشريح، QID:Q1406710